# Уренбаш
Уренбаш — разъезд (тип населённого пункта) в Чердаклинском районе Ульяновской области. Входит в Богдашкинское сельское поселение (Ульяновская область).

## География
Находится на железнодорожной линии Ульяновск—Димитровград примерно в 12 км к востоку от посёлка Чердаклы.

## История
Разъезд «Уренбаш» был открыт в 1900 году на линии станция «Часовня-Пристань» (у слободы Канава) — станция «Мелекес» Волго-Бугульминской железной дороги. Назван по реке Уренбаш.

## Население
| 2010 |
| ---- |
| 2    |

Население составляло: 30 человек на 1928 год; 10 человек в 2002 году (русские 80 %).